# 新豐洲站

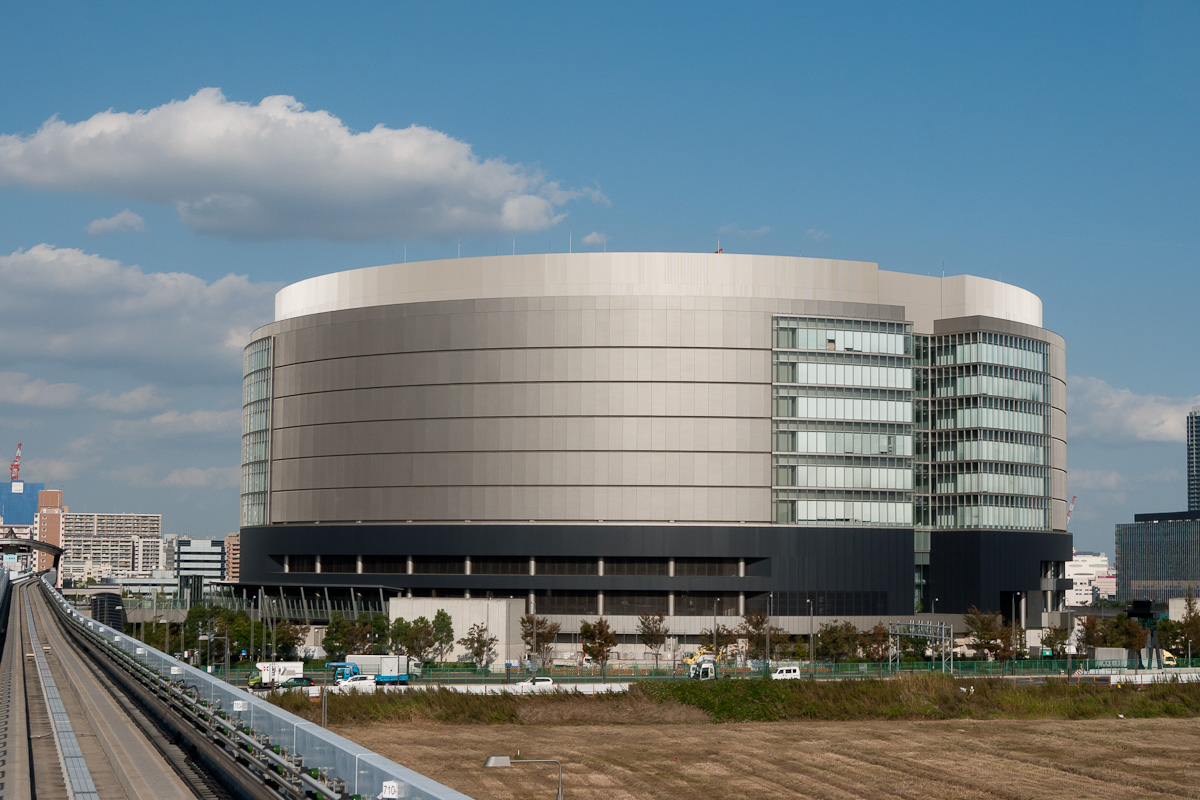
東京電力新豐洲變電所
左端為新豐洲站

新豐洲站（日语：／ Shin-toyosu eki */?）是位於日本東京都江東區豐洲六丁目，屬於東京臨海新交通臨海線（百合鷗）的車站。車站編號是U 15。

## 車站構造
1面2線島式月台的高架車站。

### 月台配置
| 月台 | 路線   | 目的地                     |
| ---- | ------ | -------------------------- |
| 1    | 百合鷗 | 豐洲方向                   |
| 2    | 百合鷗 | 有明、青海、台場、新橋方向 |

## 歷史
- 2005年（平成17年）4月28日 - 正式站名決定為新豐洲站（臨時名稱：豐洲（2）站）。
- 2006年（平成18年）3月27日 - 開業。

## 利用狀況
2015年度1日平均上車人次為2,194人。開業以來的1日平均上車人次推移如下表。
| 年度   | 百合鷗 | 來源  |
| ------ | ------ | ----- |
| 2005年 | 400    | [ 1 ] |
| 2006年 | 473    | [ 2 ] |
| 2007年 | 724    | [ 3 ] |
| 2008年 | 685    | [ 4 ] |
| 2009年 | 663    | [ 5 ] |

備考

## 相鄰車站
百合鷗
 東京臨海新交通臨海線（百合鷗）
市場前（U 14）－新豐洲（U 15）－豐洲（U 16）

## 腳注
1. ↑  .   [2017-05-18]. （原始内容存档于2017-07-29）.
2. ↑  .   [2017-05-18]. （原始内容存档于2017-07-29）.
3. ↑  .   [2017-05-18]. （原始内容存档于2017-07-29）.
4. ↑  .   [2017-05-18]. （原始内容存档于2017-07-29）.
5. ↑  .   [2017-05-18]. （原始内容存档于2016-03-26）.

## 外部連結
- 新豐洲站 （页面存档备份，存于） - 百合鷗